# Patrick Tillieux
Patrick Tillieux (Willebroek, 1958) is een Belgisch bedrijfsleider in de televisiesector.

## Levensloop
Patrick Tillieux studeerde af burgerlijk ingenieur en industrieel bedrijfskunde aan de Katholieke Universiteit Leuven. Hij begon zijn carrière bij het Franse bouw- en mediabedrijf Bouygues. In 1988 werd hij directeur business development van de Franse televisiezender TF1, waar hij nauw betrokken was bij de oprichting van de sportzender Eurosport. In 1995 ging Tillieux aan de slag bij RTL Nederland, waar hij achtereenvolgens financieel directeur en algemeen directeur was. Van 1998 tot 2001 was hij CEO van Canal+ België en Nederland. In 2001 werd hij in opvolging van Carlo Gepts CEO van SBS Belgium (VT4), in 2004 CEO en voorzitter van de raad van bestuur van SBS Nederland en in 2006 operationeel directeur en waarnemend CEO van de SBS Group. Na de overname van SBS Broadcasting Europe door het Duitse ProSiebenSat.1 Media in 2007 werd Tillieux operationeel directeur en lid van de raad van bestuur van ProSiebenSat.1 Media. Hij stapte er in 2009 op en werd adviseur van private-equityfirma's. Van 2012 tot 2014 CEO van het Britse mediabedrijf Red Bee Media en van 2019 tot 2021 van het televisienetwerk OSN uit de Verenigde Arabische Emiraten.
Hij was voorzitter van BTI Studios en EVS en bekleedde bestuursmandaten bij Alpha Networks, Euronews, Brussels Airport, Towercom, České Radiokomunikace en Play Communications.